# 方小培
方小培（？年—），男，中共党员，国家“万人计划”教学名师，曾任合肥一中党委副书记、副校长、瑶海校区执行校长。

## 生平
1985年毕业于安徽师范大学地理系，大学毕业后先后在桐城二中、桐城市教委工作。2001年调到合肥一中工作，曾先后担任班主任、地理教师、科技辅导员、机器人队主教练、副校长等职务。

## 荣誉
曾获全国优秀教师、全国模范教师、全国教育系统职业道德建设标兵、全国教育改革创新先锋教师、安徽省政府特殊津贴、安徽省特级教师、合肥市拔尖人才、合肥市十大创新能手、合肥市十大教育新闻人物等荣誉称号。2000年受聘为国家级骨干教师培训班指导教师，2013年受聘为教育部、财政部中小学教师国培计划专家。2013年，入选第三批国家“万人计划”教学名师。